# Richard McCreery
Richard McCreery (1er février 1898 - 18 octobre 1967), est un général (Lieutenant General) britannique de la Seconde Guerre mondiale.

## Biographie
Richard McCreery est né le 1er février 1898.
De 1935 à 1938, il commande le 12th Lancers de la British Army.
En 1940, il est chef d'état major de la 1st Infantry Division (France). Puis, il commande la 2nd Light Amoured Brigade, la 2nd Amoured Brigade (France - Afrique du Nord).
Il commande ensuite jusqu'en 1941 la 8th Armoured Division. De 1941 à 1942, il est à la tête de l'Armoured Group.
En 1942, il est Conseiller pour les véhicules de combat blindés au Middle East Command, puis, chef d'état major.
En 1943, il est nommé chef d'état major au 18th Army Group (Afrique du Nord).
De 1943 à 1944, il commande le Xe Corps en Italie. Il remplace alors le général Leese à la tête de la 8e armée britannique.
En 1945 - 1946, il commande les forces britanniques d'occupation en Autriche. Puis, de 1946 à 1948, il est commandant en chef de l'Armée britannique du Rhin en Allemagne.
Il termine sa carrière comme représentant de l'Armée britannique au Comité d'état major des Nations unies.
Il prend sa retraite en 1949.
Il décède le 18 octobre 1967.

## Sources et références
- (en) http://www.generals.dk/general/McCreery/Sir_Richard_Loudon/Great_Britain.html